# Preis des Hardenberg GolfResort
De Preis des Hardenberg GolfResort is een golftoernooi van de Pro Golf Tour. Het wordt op de Golf Club Hardenberg gespeeld.
Er doen 96 spelers mee. Het toernooi werd in 2007 wegens slecht weer tot twee rondes ingekort.

## Winnaars
- 2006:  Erol Simsek
- 2007:  Tino Schuster (-5), Rick Huiskamp werd 2de
- 2008:  James Alexander Ruth wint na 1 hole play-off tegen Bernd Ritthammer
- 2009:  Bernd Ritthammer
- 2010:  Tim Sluiter (-5)
- 2011:  Dennis Küpper (-6)
- 2012:  Marcel Haremza (-6)
- 2013:  Florian Fritsch (-5)

## Promotiekansen
Omdat het toernooi bijna aan het einde van het seizoen wordt gespeeld, komt het regelmatig voor dat duidelijk wordt wie er in de top-5 van de Order of Merit zullen eindigen en het volgende jaar op de Challenge Tour zal spelen.
- Voor James Ruth was dit de 3de overwinning van 2008, hij won de Order of Merit en promoveerde naar de Europese Challenge Tour.
- Voor Tim Sluiter was dit de tweede overwinning van het jaar, hij eindigde in de top 5 van de Order of Merit en promoveerde ook naar de Challenge Tour.
- Voor Florian Fritsch was het de 4de overwinning van het seizoen. Hij won de Order of Merit.